# Кубок Короля (Бутан)
Меморіальний золотий кубок Джигме Дорджи Вангчук (офіційна назва — Кубок Короля Бутану) (англ. Jigme Dorji Wangchuk Memorial Gold Cup / King's Cup) — міжнародний футбольний турнір, який щорічно проходить у Бутані. Перший розіграш відбувся в 2004 році, замінивши Кубок Федерації, востаннє проведеного 2002 року, який, у свою чергу, походить від його оригінальної назви Меморіальний золотий кубок Джигме Дорджі Вангчука 1990-х років. У 2019 році відновлено назву Меморіальний золотий кубок Джигме Дорджі Вангчука.

## Результати
| 2004 | «БЕК Теро Сасана»      | 3–0 | «Мананг Маршангді» | «Абахані»          | Тхімпху XI       |
| 2013 | «Мананг Маршангді»     | 4–2 | «Їдзін»            | «Трі Стар»         | «Юнайтед Сіккім» |
| 2014 | «Шейх Джамал Дхамонді» | 1–0 | «Пуне»             | «Мананг Маршангді» | «Мохун Баган»    |
| 2019 | «Паро»                 | 1–0 | «Трі Стар»         |                    |                  |

## Найкращі бомбардири
| Рік  | Гравець       | Клуб                   | Голи |
| 2004 | ?             | ?                      | ?    |
| ---- | ------------- | ---------------------- | ---- |
| 2013 | Йона Ндабіла  | «Мананг Маршангді»     | 7    |
| 2014 | Лендінг Дарбо | «Шейх Джамал Дхамонді» | 4    |
| 2014 | П'єр Боя      | «Мохун Баган»          | 4    |